# Brantevik

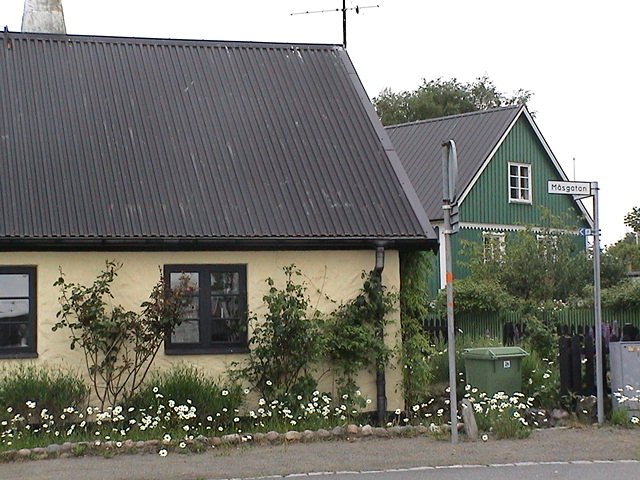
La Rue Måsgatan

Brantevik est une localité suédoise située dans la commune de Simrishamn en Scanie.
Sa population était de 364 habitants en 2019.